# Bassin de la Neva

Bassin de la Neva

Le bassin de la Neva est un bassin versant situé en Russie et en Finlande, qui comprend le système hydrologique du cours d'eau qui se jette dans la mer Baltique, la Neva. Il est essentiellement composé du sous-bassin du Lac Ladoga.

## Caractéristiques
Le bassin de la Neva s'étend sur 284 506 km2, au nord-ouest de la Russie et au sud-est de la Finlande.
Le bassin comprend un fleuve, la Neva, qui ne mesure que 74 km de long. La Neva relie le lac Ladoga au golfe de Finlande.

## Cours d'eau
La liste suivantes dresse une liste partielle des cours d'eau composant le bassin de la Neva. Elle est organisée de manière hiérarchique, en remontant de l'embouchure d'un cours d'eau vers sa source.
- Neva
  - Okhta
  - Tosna
  - Mga
  - Lac Ladoga (sous-bassin du lac Ladoga)
    - Sias
    - Svir
      - Lac Onega, connecté au bassin de la mer Blanche par le canal de la mer Blanche.
      - Oyat
      - Pacha

    - Volkhov
      - Lac Ilmen
        - Chelon
        - Lovat
        - Msta (le Canal de Vichni-Volotchok traverse la ligne de partage des eaux et établit la jonction fluviale avec le bassin de la Volga, bassin aralo-caspien)
          - Lac Mstino
            - Tsna (lieu d'un volok, vers la Tvertsa, bassin de la Volga, bassin aralo-caspien)

    - Vuoksi
      - Lac Saimaa